# Franka Dietzsch
Franka Dietzsch (Wolgast, 22 januari 1968) is een Duitse atlete, die sinds eind jaren negentig tot de wereldtop van het discuswerpen behoort. Ze nam driemaal deel aan de Olympische Spelen en is drievoudig wereldkampioene, enkelvoudig Europees kampioene en meervoudig Duits kampioene op deze discipline. Met haar persoonlijk record van 69,51 m staat ze negende op de lijst van Duitse discuswerpsters achter Gabriele Reinsch, Ilke Wyludda, Diana Gansky-Sachse, Irina Meszynski, Gisela Beyer, Martina Hellmann-Opitz, Evelin Jahl en Silvia Madetzky.

## Biografie

### Jeugd
Haar eerste succes behaalde Franka Dietzsch in 1986 door tweede te worden op het WK junioren in Athene. Met een beste worp van 60,26 eindigde ze achter haar landgenote Ilke Wyludda (goud; 64,02) en voor de Chinese Min Chunfeng (brons; 54,00).

### Senioren
Hierna slaagde ze er door toedoen van haar sterke Oost-Duitse landgenotes niet in om op grote internationale wedstrijden medailles winnen. Op het WK 1995 werd ze zevende en op de Olympische Spelen van 1996 in Atlanta werd ze vierde.
Haar grootste successen behaalde Dietzsch eind jaren negentig. Van 1997 tot 2001 werd ze Duitse kampioene discuswerpen. Haar eerste internationale titel behaalde ze in 1998 op het Europees Kampioenschap in Boedapest. Ook won ze dat jaar de Wereldbeker.
In 1999 maakte Franka Dietzsch een grote carrièresprong. Ze verbeterde haar PR naar 69,51 en later dat jaar werd ze voor de eerste maal wereldkampioene discuswerpen. Op de wereldkampioenschappen atletiek 1999 in het Spaanse Sevilla versloeg ze met een worp van 66,56 de Russische Natalja Sadova (zilver; 64,33) en de Tsjechische Vera Cechlová (brons; 63,19). Op de Olympische Spelen van 2000 in Sydney, de Olympische Zomerspelen 2004 in Athene evenals het WK 2001 en WK 2003 kwam ze niet in de buurt van de medailles.
Haar volgende internationale titel won ze in 2005. Op de wereldkampioenschappen atletiek 2005 in Helsinki wierp ze 66,56. Met vier van haar vijf worpen zou ze de zilveren- en bronzen medaille winnaressen Natalya Sadova en Věra Pospíšilová-Cechlová verslagen hebben.
Ook op de Europese kampioenschappen atletiek 2006 in Göteborg vervulde Franka Dietzsch een favorietenrol, maar won met een beste poging van 64,35 slechts zilver. Op de wereldkampioenschappen atletiek 2007 in Osaka gooide ze in haar eerste worp al een verre 66,61 en won hiermee haar derde wereldtitel. Tweede werd de Russische Darja Pischalnikowa (65,78) en derde werd de Cubaanse Yarelis Barrios (63,90).
Dietzsch is werkzaam als bankmedewerker en sinds 1991 lid van de vereniging SC Neubrandenburg.

## Titels
- Wereldkampioene discuswerpen - 1999, 2005, 2007
- Europees kampioene discuswerpen - 1998
- Duits kampioene discuswerpen - 1997, 1998, 1999, 2000, 2001, 2003, 2004, 2005, 2006

## Persoonlijke records
| onderdeel    | prestatie | datum      | plaats    |
| ------------ | --------- | ---------- | --------- |
| discuswerpen | 69,51 m   | 8 mei 1999 | Wiesbaden |
| kogelstoten  | 15,02 m   | 1985       |           |

## Prestaties

### Kampioenschappen
| Jaar | Wedstrijd            | Plaats       | Rang | Prestatie |
| ---- | -------------------- | ------------ | ---- | --------- |
| 1986 | WK junioren          | Athene       | 2e   | 60,26 m   |
| 1993 | WK                   | Stuttgart    | 8e   | 62,06 m   |
| 1995 | WK                   | Göteborg     | 7e   | 61,28 m   |
| 1996 | Olympische Spelen    | Atlanta      | 4e   | 65,48 m   |
| 1997 | Europacup            | München      | 2e   | 61,72 m   |
| 1998 | EK                   | Boedapest    | 1e   | 67,49 m   |
| 1998 | Grand Prix Finale    | Moskou       | 2e   | 65,24 m   |
| 1998 | Wereldbeker          | Johannesburg | 1e   | 67,07 m   |
| 1999 | WK                   | Sevilla      | 1e   | 68,14 m   |
| 1999 | Europacup            | Parijs       | 3e   | 65,72 m   |
| 2000 | Olympische Spelen    | Sydney       | 6e   | 63,18 m   |
| 2000 | Grand Prix Finale    | Doha         | 1e   | 65,41 m   |
| 2001 | Goodwill Games       | Brisbane     | 3e   | 62,59 m   |
| 2001 | Europacup            | Bremen       | 1e   | 64,04 m   |
| 2001 | WK                   | Edmonton     | 4e   | 65,38 m   |
| 2002 | Europacup            | Annecy       | 3e   | 59,30 m   |
| 2003 | Europacup            | Florence     | 4e   | 60,67 m   |
| 2003 | Wereldatletiekfinale | Monte Carlo  | 6e   | 61,88 m   |
| 2004 | Europacup            | Bydgoszcz    | 2e   | 61,42 m   |
| 2004 | Wereldatletiekfinale | Monte Carlo  | 7e   | 61,48 m   |
| 2004 | Europese Wintercup   | Marsa        | 1e   | 60,32 m   |
| 2005 | Europacup            | Florence     | 1e   | 64,38 m   |
| 2005 | WK                   | Helsinki     | 1e   | 66,56 m   |
| 2005 | Wereldatletiekfinale | Monte Carlo  | 2e   | 61,91 m   |
| 2006 | EK                   | Göteborg     | 2e   | 65,54 m   |
| 2006 | Wereldatletiekfinale | Stuttgart    | 1e   | 64,73 m   |
| 2006 | Europacup            | Málaga       | 1e   | 65,54 m   |
| 2006 | Wereldbeker          | Athene       | 1e   | 66,07 m   |
| 2007 | WK                   | Göteborg     | 1e   | 66,61 m   |
| 2007 | Wereldatletiekfinale | Stuttgart    | 1e   | 62,58 m   |

### Golden League-podiumplekken
| Jaar | Wedstrijd | Plaats  | Rang | Prestatie |
| ---- | --------- | ------- | ---- | --------- |
| 1999 | ISTAF     | Berlijn | 1e   | 66,60 m   |
| 2005 | ISTAF     | Berlijn | 2e   | 63,38 m   |
| 2006 | ISTAF     | Berlijn | 1e   | 64,67 m   |

## Prestatieontwikkeling
- 1985 - 56,64 m
- 1986 - 64,34 m
- 1987 - 66,34 m
- 1988 - 65,56 m
- 1989 - 68,26 m
- 1990 - 67,42 m
- 1991 - 61,22 m
- 1992 - 64,64 m
- 1993 - 62,06 m
- 1994 - 62,76 m
- 1995 - 62,26 m
- 1996 - 66,66 m
- 1997 - 67,66 m
- 1998 - 68,91 m
- 1999 - 69,51 m
- 2000 - 68,06 m
- 2001 - 65,87 m
- 2002 - 64,12 m
- 2003 - 66,00 m
- 2004 - 66,12 m
- 2005 - 66,56 m
- 2006 - 68,51 m
- 2007 - 68,06 m
- 2008 - 59,47 m